# Raphionacme zeyheri
Raphionacme zeyheri är en oleanderväxtart som beskrevs av William Henry Harvey. Raphionacme zeyheri ingår i släktet Raphionacme och familjen oleanderväxter. Inga underarter finns listade i Catalogue of Life.